# 911
911（九百十一、きゅうひゃくじゅういち）は自然数、また整数において、910の次で912の前の数である。

## 性質
- 911は156番目の素数である。1つ前は907、次は919。
  - 約数の和は912。
- 36番目のソフィー・ジェルマン素数である。1つ前は809、次は953。
- 30番目のオイラー素数である。1つ前は853、次は971。
- 1 と 9 を使った4番目の素数である。1つ前は199、次は919。(オンライン整数列大辞典の数列 A020457)
  - a = 9 、b = 1 のときの ab…b の形で表せる39番目の素数である。1つ前は877、次は977。(オンライン整数列大辞典の数列 A061022)
  - 91…1 の形の最小の素数である。次は911111。(オンライン整数列大辞典の数列 A093634)
- 末尾の2桁が11の5番目の素数である。1つ前は811、次は1511。(オンライン整数列大辞典の数列 A167442)
- 3連続素数の和で表せる62番目の数である。1つ前は883、次は931。
911 = 293 + 307 + 311
- 911の数字を入れ替えると191は素数だが、119は 7 × 17 となる合成数である。
- 各位の和が11になる68番目の数である。1つ前は902、次は920。
  - 各位の和が11になる数で素数になる16番目の数である。1つ前は821、次は1019。(オンライン整数列大辞典の数列 A106754)
  - 素数において各位の和も素数になる83番目の数である。1つ前は887、次は919。
- 各位の積が9になる10番目の数である。1つ前は331、次は1119。(オンライン整数列大辞典の数列 A034056)
  - 各位の積が9になる数で5番目の素数である。1つ前は331、次は11119。(オンライン整数列大辞典の数列 A107695)
- n = 9 のときの n と n + 2 を並べた数である。1つ前は810、次は1012。(オンライン整数列大辞典の数列 A032607)

## その他 911 に関すること
- ポルシェ・911はドイツのポルシェのスポーツカー。
  - ポルシェ・911 GT1は上記をベースに開発したレーシングカー。
- 京王クヤ911形は、京王電鉄の事業用車。
- 新幹線911形ディーゼル機関車は新幹線車両の救援車。
- ソフトバンクモバイルの携帯電話端末
  - SoftBank 911SH
  - SoftBank 911T
- 911 (バンド)（英語版） - イギリスのポップバンド。
- 1966年におきた英国海外航空機空中分解事故で墜落したのは911便。
- ルーシ・ビザンツ条約 (911) とは911年に締結された条約。
- アメリカ合衆国の緊急通報用電話番号は911（ナイン・ワン・ワン）。日本の110番、119番に当たる。そのため、緊急を要する場合の英語表現としても使われることがある。
  - レスキュー911はアメリカ・CBSのテレビ番組。
  - ナニー911はアメリカ・FOXのテレビ番組。
  - シンディ・ローパーの曲名。アルバム『True Colors』に所収。
- 911 (Remix) はキングギドラの楽曲。2002年発売。
- 911はアメリカ同時多発テロ事件が2001年9月11日に発生したことによる俗称の一つ。9.11事件とも。
  - 華氏911はアメリカ同時多発テロ事件関連のドキュメンタリー映画。
- カレンダーの数をMMDDの形(Month,Day)で表したとき40番目の素数である。(ただし閏年は41番目)このような素数は58個ある。(ただし閏年は59個、参照オンライン整数列大辞典の数列 A131687)